# Історична сосисочна Регенсбурга

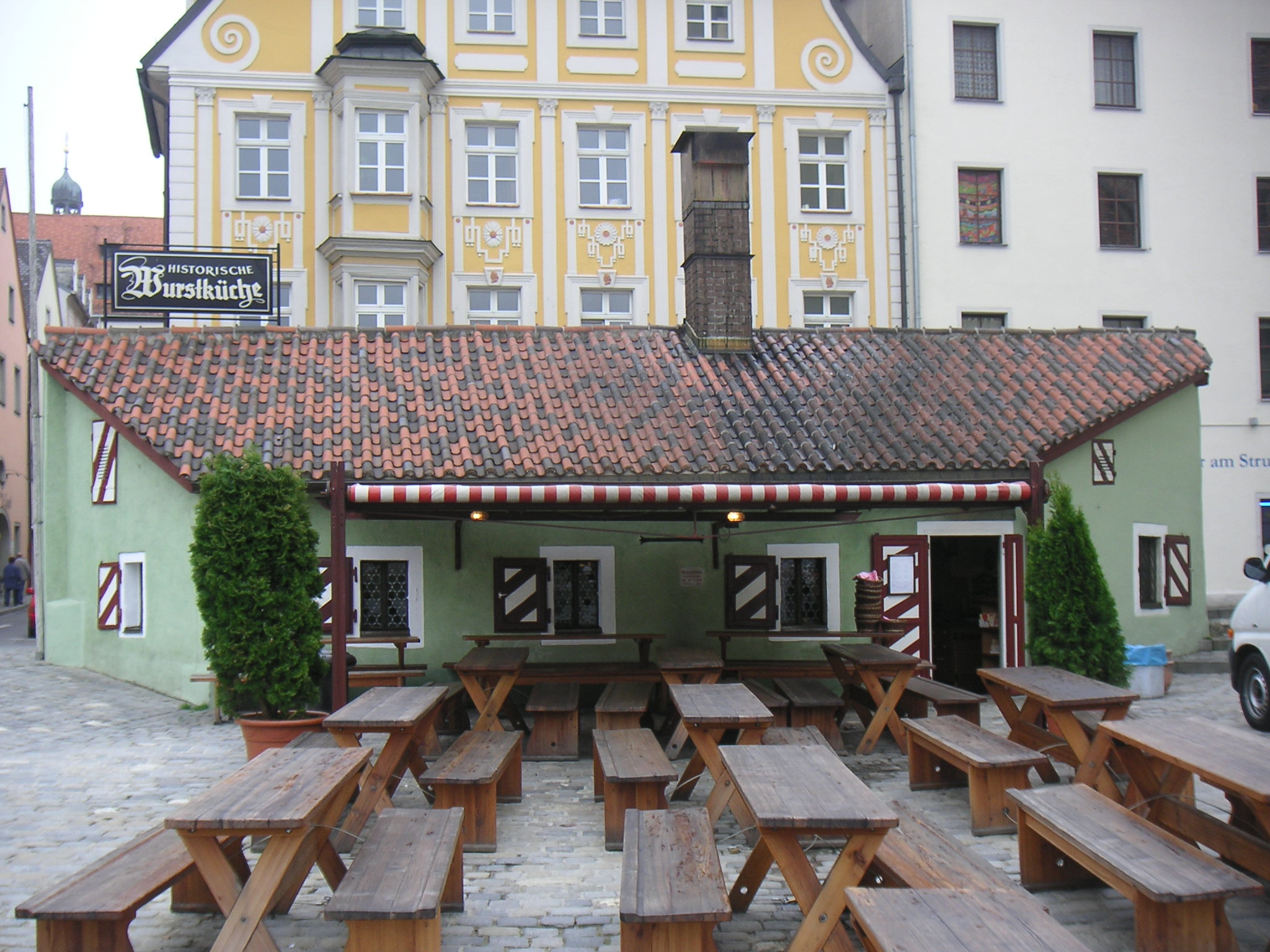
Історична сосисочна Регенсбургу

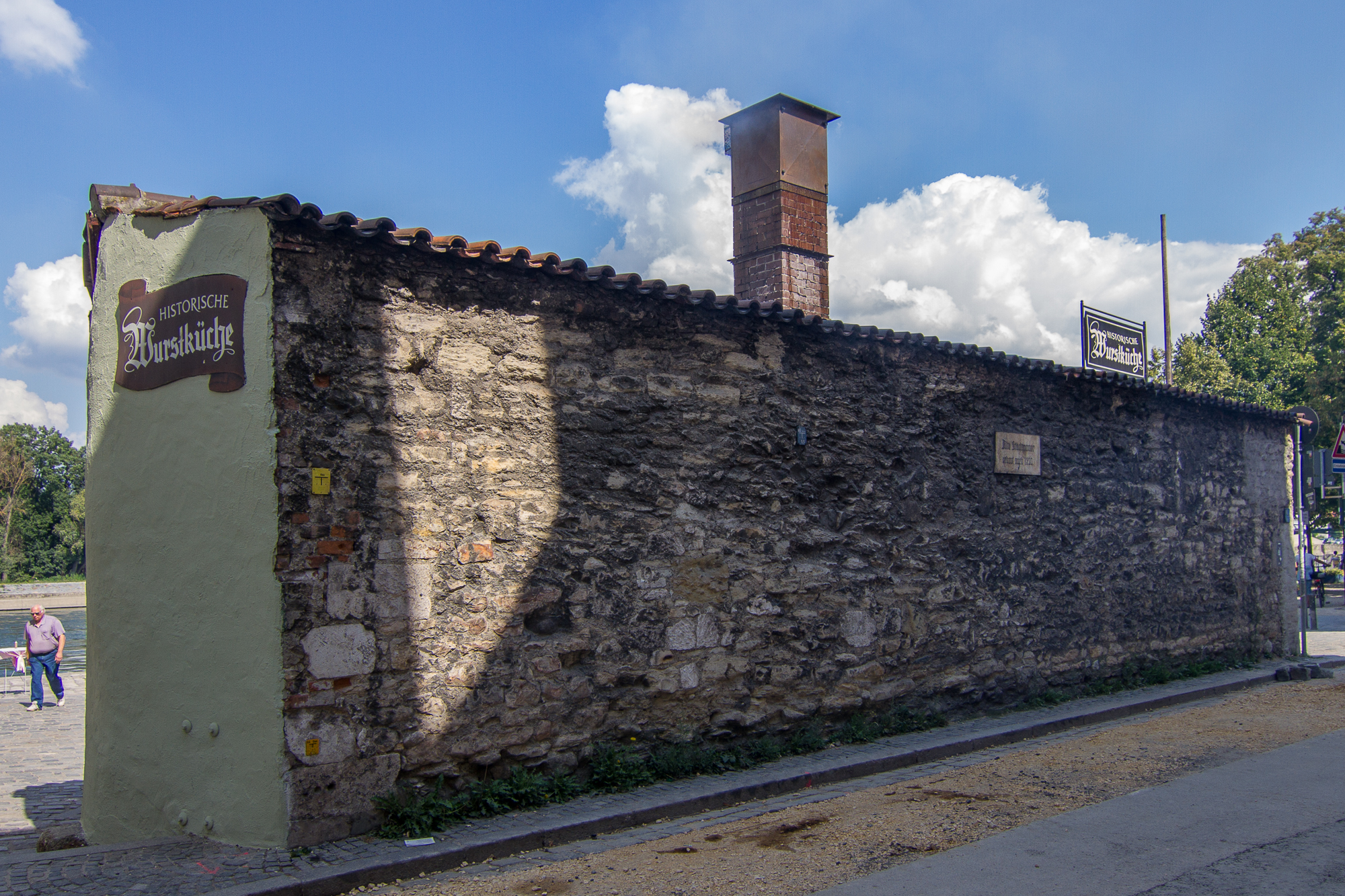
Задня стіна ресторану, залишки колишньої міської стіни

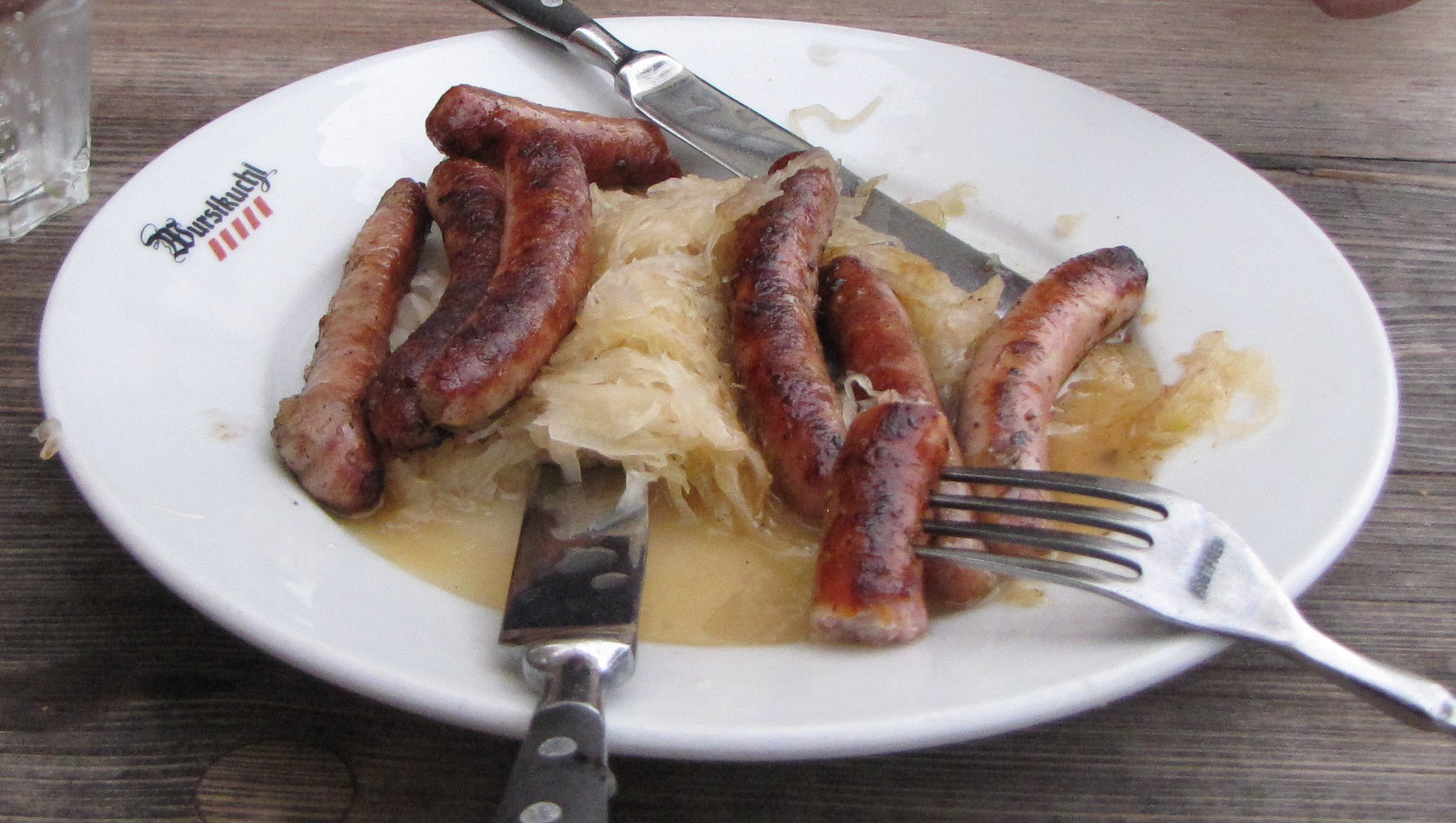
Сосиски з капустою — основа меню ресторана Wurstkuchl

Історична сосисочна Регенсбурга (нім. Historische Wurstküche zu Regensburg) – ресторан-закусочна у Регенсбурзі на набережній Дунаю біля знаменитого кам'яного мосту. Примітний тим, що, ймовірно, це найстаріший ресторан у світі.

## Історія
За наявними даними, під час будівництва Кам'яного мосту з 1135 по 1146 на цьому місці була будівля, яка могла служити як будівельною конторою, так і кухнею для робітників, які брали участь у будівництві мосту. Коли міст був побудований в 1146 році, в будівлі розмістився кіоск з їжею під назвою "Garkueche auf dem Kranchen" ("Кухня біля крана"), оскільки він розташовувався неподалік тодішнього річкового порту. Докери, моряки та співробітники прилеглої майстерні собору Святого Петра були завсідниками протягом століть. Кухар на ім'я Конрад фон дер Штайнерне Брюке (Chunrat der Choch vor prukk) згадується у двох документах 1378 року.
Будівля була знесена у 1616 році під час будівництва муніципальної соляної комори (нім. Salzstadel), згідно з хронікою будівельного управління. Незабаром після спорудження соляної комори на тому ж місці був побудований новий ресторанчик, використовуючи міську стіну, що проходила там, як задню стіну.

## Меню
Приблизно до 1800 року фірмовою стравою було «gesottenes Fleisch» (варене м'ясо), але коли в 1806 управління рестораном перейшло до сім'ї, яка в даний час володіє рестораном, в якості основної страви стали подаватися ковбаски, приготовані на вугіллі. Заклад працює і сьогодні (щодня з 8:00 до 19:00, крім свят) та щодня подає гостям 6000 сосисок. Сосиски є основною стравою в меню і подаються порціями по шість, вісім чи десять штук разом із квашеною капустою та гірчицею. Тут пропонуються знамениті баварські страви, такі як франконський Saure Zipfel, Krautwickerl і Sauerbraten, а також різноманітні салати і т.д.
Ресторан відомий далеко поза Регенсбургом. Під час літнього туристичного сезону більшість гостей обслуговуються зовні на дерев'яних лавках/столах, оскільки крихітна будівля ледве вміщує 35 осіб усередині.